# 島岡龍太
島岡 龍太（しまおか りゅうた、1952年（昭和27年）12月1日 - 2022年（令和4年）12月28日）は、栃木県芳賀郡益子町の益子焼の陶芸家である。
窯元の名称は「龍太窯」。
益子焼の「人間国宝」であった島岡達三の長男であり、父と同じ陶芸の道に進んだ。父・島岡達三の偉大さからくるプレッシャーに思い悩まされながらも、合田好道の薫陶を受けたことで、父とは異なる大胆な幾何学文様の「彫り象嵌」に定評を得るようになった。

## 生涯

### 生い立ち
1952年（昭和27年）12月1日、後に益子焼の陶芸家、そして人間国宝となる島岡達三の長男として栃木県益子町に生まれる。
小学生の頃から粘土いじりをしていた。単に身近にあったから、他の子どもの砂遊びと同じような感覚で粘土で遊んでいた。焼き物は嫌いではなかったが好きでもなかった。
父・達三は教育に熱心では無く、子どもに勉強しろとは言わなかった。そして陶芸をやりなさいとも言わなかった。自らが好きなことをやってきたので、子どもたちにも自分のやりたいことをやりなさい、という考え方だった。
しかし達三の息子は龍太1人であったため、それでも父の跡を継ぐんだろうな、と漠然と思っていた。
1968年（昭和43年）に益子町立益子中学校を卒業し、1971年（昭和46年）には栃木県立真岡高等学校を卒業。そして京都工芸繊維大学無機材料工芸科に進学。1976年（昭和51年）3月に卒業した後、同級生たちが京セラや東陶（現在のTOTO）に技術者として就職していく中で1人益子に戻り「島岡製陶所」に入所。父・達三の下で陶芸の道を歩み始めた。

### 「偉大なる父・島岡達三」の息子
本格的な陶芸は初めてだった。父・達三は「とにかく轆轤で湯飲みを挽け」と言うばかりで、具体的な事は何も教えてくれなかった。後に「物を作る職人は、数を作りこなして身体で覚えるしかない」事に自分で気が付くほど、何も教えてくれなかった。
そして陶芸の世界を一つ理解するごとに、父である島岡達三の偉大さが身に染みていった。そして「島岡達三の息子」である、という事実に思い悩まされるようになり、悶々とした日々を過ごすようになっていった。

### 合田好道の教えと「掘り象嵌」
そんな日々を送っていた1981年（昭和56年）のある日、父から「合田陶器研究所に行け」と勧められた。そして2年間研究所に通い、韓国の「金海窯」の指導をしていた合田好道に師事することになった。
合田陶器研究所では和田安雄や石川雅一や大塚茂夫らと共に合田から作陶に関する様々な薫陶を受けた。そして合田から「自分の持つ感性を信じて作陶しなさい」と言われ、とにかく自由にやらせてくれた。
この時期に「象嵌」の技法をやってみたらどうか、と勧められた。やがて龍太はヘラで文様を彫り象嵌を施す「彫り象嵌」の技法に辿り着いた。
父・達三の繊細な「縄文象嵌」を「洗練された「静」の象嵌」とするならば、龍太の象嵌は、自由奔放といえる強弱を付けた、直感的で大胆な幾何学文様を積極的に取り入れた、自由で伸び伸びとした楽しさ溢れる「「動」の象嵌」を表していった。
そして大胆な象嵌の文様を考案することに全てのエネルギーを注ぐのが楽しい、と感じられるようになった。模様を崩し過ぎて無秩序になってしまったら「ただの落書き」だが、その限界を試してみたい、と、その模様は器からはみ出しそうなほど大胆になっていった。
父・達三は「遥か先を行く人」であり、自分は自分なりに出来る仕事をしていけばいい。こうして龍太が父・達三から受けていた、気負いやプレッシャーは無くなっていった。そして葛藤やプレッシャーを乗り越えた器は温もりを感じさせるようになり、大らかな、そして伸びやかな作風となっていった。
どうやって自分らしい器を作っていくか。10年近く悩んだ末に辿り着いた「島岡龍太の器」だった。
普段は静かに互いを見ており、父子で陶芸談義をすることは無い。父・達三の業績を龍太は「ここまで来たのは凄いの一言」と語る。そして達三は龍太の作品を見て、時折「これはいい」とポツリと呟く。「どこがいいか」までは教えてくれず、「どうしてなんだろう」と龍太は考え込むのだが。

### 見て面白く、楽しんでくれる器を
1983年（昭和58年）に父・達三邸の敷地内に築窯。そして1995年（平成7年）、「自分の道を行きたい」と父・達三に告げ、自宅と仕事場と窯を、自然がより豊かな益子町の東部、高館山の裾野にある上大羽に移し独立した。
自分の作品を見た人が「これは面白いね。楽しいね」と感じてくれる焼き物が作りたい。楽しい器があってもいいじゃないか。その為にもまずは作り手である自分が夢中になった状態で作陶していくことだ。そう考えながら、木々の緑、小川のせせらぎ、ゆったりと流れる自然の移ろいを身近に感じながら、自分なりに掴んだ宇宙感を器の中に込める。自分の時間、自分のスピードで「土との対話」が続けられるよう蹴り轆轤での成形にこだわり、自然体の作陶活動を心掛けた。
そして象嵌の技法を無垢に楽しめるようになった。父親がやっていたのが象嵌だったから、自分も今こうして象嵌をやっていられる。そして子どもの頃に使っていた器が、全部親父（達三）の器だったのもよかった、とも振り返るようになった。
「島岡2世」と呼ばれていた宿命を乗り越えた龍太には、1人の陶芸家としての自信が溢れており、龍太本人からも作品からも、愛嬌を感じられるようになった。そして作品の中心は湯飲みや小皿などの食器になり、丈夫で使いやすいだけではなく、見ていて楽しいと評判になっていった。
2022年（令和4年）12月28日、逝去した。享年70。